# Милан Атлагић
Милан М. Атлагић, (8. мај 1949, Врточе код Босанског Петровца  – 3. август 2013, Крчмарице код Бања Луке) био је пуковник Војске Републике Српске у пензији и бивши начелник обавјештајног одјељења 2. Крајишког корпуса.

## Биографија
Милан Атлагић, од оца Миладина, рођен је 8. маја 1949. године у Врточу. Гимназију је завршио 1968. у Бихаћу, Високу техничку школу копнене војске, саобраћајни смјер, 1973. у Загребу, а Високу војнополитичку школу ЈНА 1989. године. Службовао је у гарнизонима Чапљина, Сарајево и Београд. Службу у ЈНА завршио је као начелник органа безбједности у 744. позадинској бази, у чину потпуковника. У ВРС је био од дана њеног оснивања до пензионисања, 28. фебруара 2002. Био је референт у органу безбједности у 65. заштитном моторизованом пуку Главног штаба ВРС, помоћник начелника у органу за обавјештајно-безбједносне послове у команди 2. крајишког корпуса, начелник Обавјештајне управе у Сектору за оперативно-штабне послове у Генералштабу ВРС, уједно помоћник начелника Генералштаба ВРС. У чин пуковника унапријеђен је 2. марта 1994. Послије пензионисања посветио се пчеларству. Настрадао је несрећним случајем 2013. у Крчмарицама код Бања Луке.

## Одликовања и признања
Одликован у ЈНА:
- Медаља за војне заслуге
- Орден за војне заслуге са сребрним мачевима,
- Орден рада са сребрним вијенцем и
- Орденом рада са златним вијенцем.

Одликован у ВРС:
- Орден Милоша Обилића